# Ребро
 Тази статия е за костта.  За селото в Западна България вижте Ребро (село).  
Ребра (лат. costae) в анатомията се наричат костите, изграждащи гръдния кош при гръбначните животни. Функцията на ребрата е да предпазват белите дробове, сърцето и другите вътрешни органи в гръдната кухина.

## При хората
Хората имат 12 двойки ребра, представляващи плоски кости с извита навън повърхност, смъкнат надолу преден ръб и усукани навътре по ос. Те са съставени от костна част, os costale и хрущял – cartilago costalis. I-VII ребра се наричат истински (costa verae), понеже се залавят директно за гръдната кост. VIII-X ребра се наричат лъжливи (costae spurie), тъй като хрущялите им се прикрепват към хрущяла на VII ребро и образуват ребрената дъга – arcus costalis. Последните две ребра (XI и XII) са „плаващи“ ребра (costae fluctuantes), тъй като нямат връзка с гръдната кост.

## Структура на реброто
Всяко ребро притежава глава, шийка и тяло. Главата (caput costae) се намира в задния край и притежава по две ставни повърхности, разделени чрез гребенче. Първо, единадесето и дванадесето ребро се съединяват само с един прешлен и поради това главите им притежават само по една ставна повърхност.
Шийката (collum costae) отгоре притежава остър ръб – crista colli costae. Тялото (corpus costae) има заоблен горен ръб, а отдолу плитка бразда. Най-издадената задна част на реброто е ъгълът. На него има изпъкналост (tuberculum costae), на която се намира малка ставна повърхност за свързване с напречния израстък на по-долния прешлен. Първото ребро е късо, плоско и най-извито. По горната си повърхност то притежава грапавинка за залавяне на едноименния мускул. Пред нея лежи широка, плитка бразда за съответните кръвоносни съдове.